# لوكاس أرنو
لوكاس أرنو فيرنانديز (بالإسبانية: Lucas Arnau Fernández)‏ ويعرف فنيا بالاختصار لوكاس أرنو (بالإسبانية: Lucas Arnau)‏ (16 مايو 1979 بميديلين، كولومبيا)، هو مغن مؤلف كولومبي.

## حياته

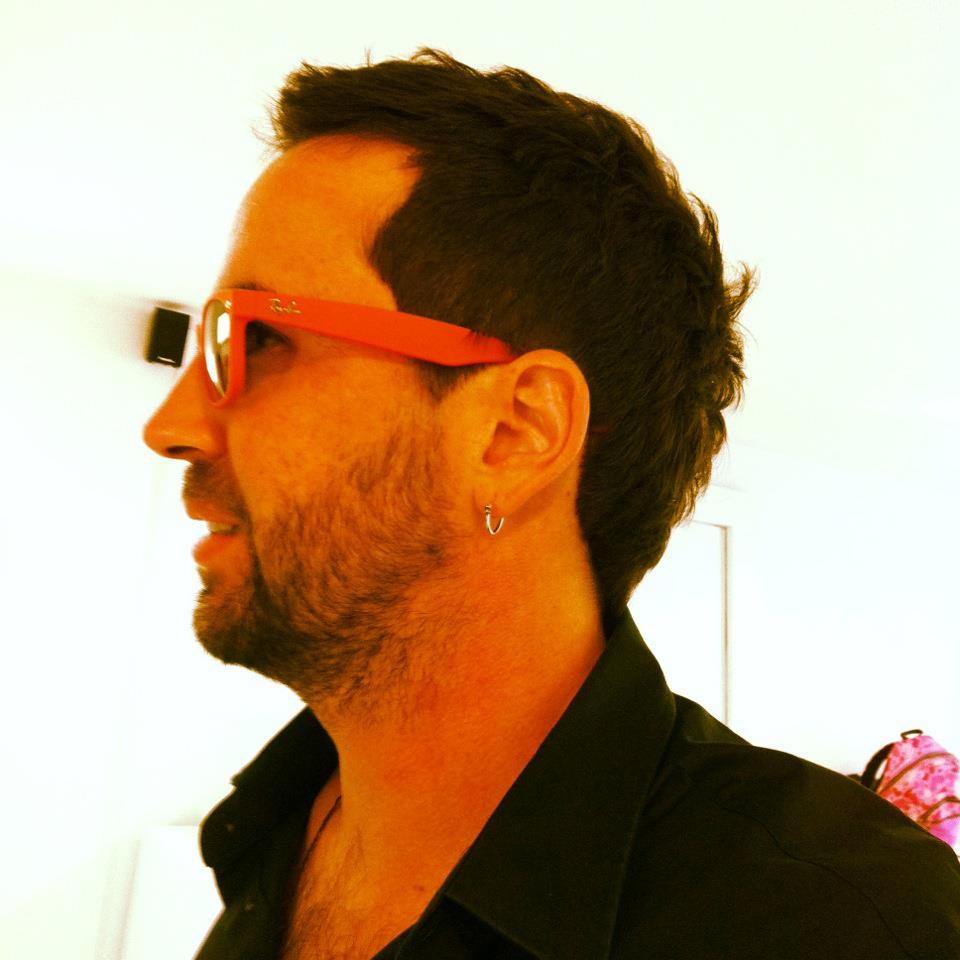
لوكاس أرنو سنة 2011.

ميول لوكاس للموسيقى بدأ منذ صغره، بحيث ألف أول أغنية في سن ال11 وبدأ الغناء في ال23.
أطلق أرنو أول ألبوم له في أبريل 2004 باسم أكثر قليلا (بالإسبانية: Un Poco Más)‏ من إنتاج خوسي غافيريا وأندريس مونيرا بميامي، فلوريدا. ثاني ألبوماته جاء باسم لغز (بالإسبانية: Rompecabezas)‏ والذي أصدره في غشت 2006، ولاقى إعجابا من الجمهور في كولومبيا، وأمريكا اللاتينية. ألبومه التالي جاء باسم سعيد (بالإسبانية: Feliz)‏ والذي أصدره سنة 2010، وفي سنة 2015، أصدر ألبومه الرابع تحت اسم طريق جيد (بالإسبانية: Buen Camino)‏.
جميع ألبوماته حققت نجاحا في أمريكا اللاتينية، لا سيما في الإكوادور، بيرو وكولومبيا.
في 21 سبتمبر 2007، توج لوكاس بجائزة أفضل مغني بوب كولومبي من طرف مجلة شوك.

## ديسكوغرافيا
| السنة | الإسم      | الإسم الأصلي |
| ----- | ---------- | ------------ |
| 2004  | أكثر قليلا | Un Poco Más  |
| 2006  | لغز        | Rompecabezas |
| 2010  | سعيد       | Feliz        |
| 2015  | طريق جيد   | Bueno Camino |

## المشاركات
- لماذا (بالإسبانية: Para Qué)‏ (بمشاركة أرماندو مانزانيرو)
- آسف (بالإسبانية: Lo Siento)‏ (بمشاركة سيلفيستري دانغوند)
- أحبه (بالإسبانية: Me Gusta)‏ (بمشاركة باسابوردو)
- ربيع الحب (بالإسبانية: Amor de Primavera)‏ (بمشاركة رييكون)
- نعيش الآن (بالإسبانية: Vivo ahora)‏ (بمشاركة كالي وداندي)

## الجوائز والترشيحات
| السنة | الجائزة               | العمل                  | الفئة                    | النتيجة |
| ----- | --------------------- | ---------------------- | ------------------------ | ------- |
| 2015  | جائزة غرامي اللاتينية | طريق جيد (Buen Camino) | أفضل ألبوم استوائي معاصر | رُشِّح     |
| 2017  | جائزة غرامي اللاتينية | مسرح (Teatro)          | أفضل ألبوم استوائي معاصر | رُشِّح     |